# Birger Lundqvist
Bror Birger Lundqvist, folkbokförd Lundkvist, född 18 september 1916 i Tåsjö församling, Ångermanland, död ogift där 27 december 2004, var en svensk författare.
Birger Lundqvist, som var bosatt i byn Röström norr om Hoting, debuterade 1945 med ungdomsboken Uno som detektiv. Från 1955 skrev han främst böcker med humoristiska jakt-, fiske- och bygdehistorier, mestadels med skogskarlen, fiskaren och jägaren Bäcka-Markus som huvudperson.